# Кам'янкобузький замок
Кам'янкобузький замок — дерев'яний замок, збудований 1449 року на берегах річок Кам'янка та Буг, використовуючи природні оборонні умови створені природою.

## Розташування, опис
За описом 1662 року, «замок розташований безпосередньо під містом, оточений водою та парком, з будівлею посередині, вежею, що звернена до міста, де жив замковий писар, та ще однією вежею поруч, з входом через неї». Вся твердиня була захищена 15-метровим частоколом. У описі 1766 року замок описано як розташований «нижче панського господарства, поблизу міста, на річці Кам'янка; цей замок зносили і знесли протягом дванадцяти років».

## Історія
Протягом усієї своєї історії Кам'янка була королівським містом та резиденцією старост, які збудували тут замок. Під час кримськотатарської навали 1509 року замок чинив опір загарбникам і не був захоплений. Однак, чергове нашестя 1627 року закінчилося його захопленням кримськотатарськими військами. Замок був значно пошкоджений, а згодом зруйнований. 1649 року під час Хмельниччини укріплення було спалене козаками.